# Johannes Grieser
Johannes Grieser (Ulma, 28 dicembre 1955) è un regista, attore e sceneggiatore tedesco.
Dopo aver studiato recitazione per tre anni presso la Hochschule für Musik und Darstellende Kunst Stuttgart,
Johannes Grieser ha lavorato come attore e assistente alla regia in vari teatri tedeschi, tra cui Kiel, Stoccarda e Ulm. Grieser ha poi studiato regia alla HFF di Monaco.

## Filmografia
- Il commissario Köster - serie TV (6 episodi) (1990-1991)

### Regia
- Tödliches Vertrauen (2002)
- Mörderische Suche (2004)
- Hölle im Kopf (2005)
- Tatort - serie TV (8 episodi) (2006-2014)
- Der Kronzeuge (2007)
- Die Entführung (2007)
- Tod in der Eifel (2008)
- Ein geheimnisvoller Sommer (2009)
- Für immer ein Mörder – Der Fall Ritter - film TV (2014)
- Ein starkes Team: Tödlicher Seitensprung - film TV (2018)
- Ein starkes Team: Erntedank - film TV (2019)
- Ein starkes Team: Tödliche Seilschaften - film TV (2019)
- Der Tod kommt nach Venedig - film TV (2002)

### Sceneggiatura
- Hinter Gittern – Der Frauenknast - serie TV (2 episodi) (1998)
- Squadra speciale Lipsia - serie TV (1 episodio) (2002)
- Mord in bester Familie (anche regia) (2011)